# Gałów

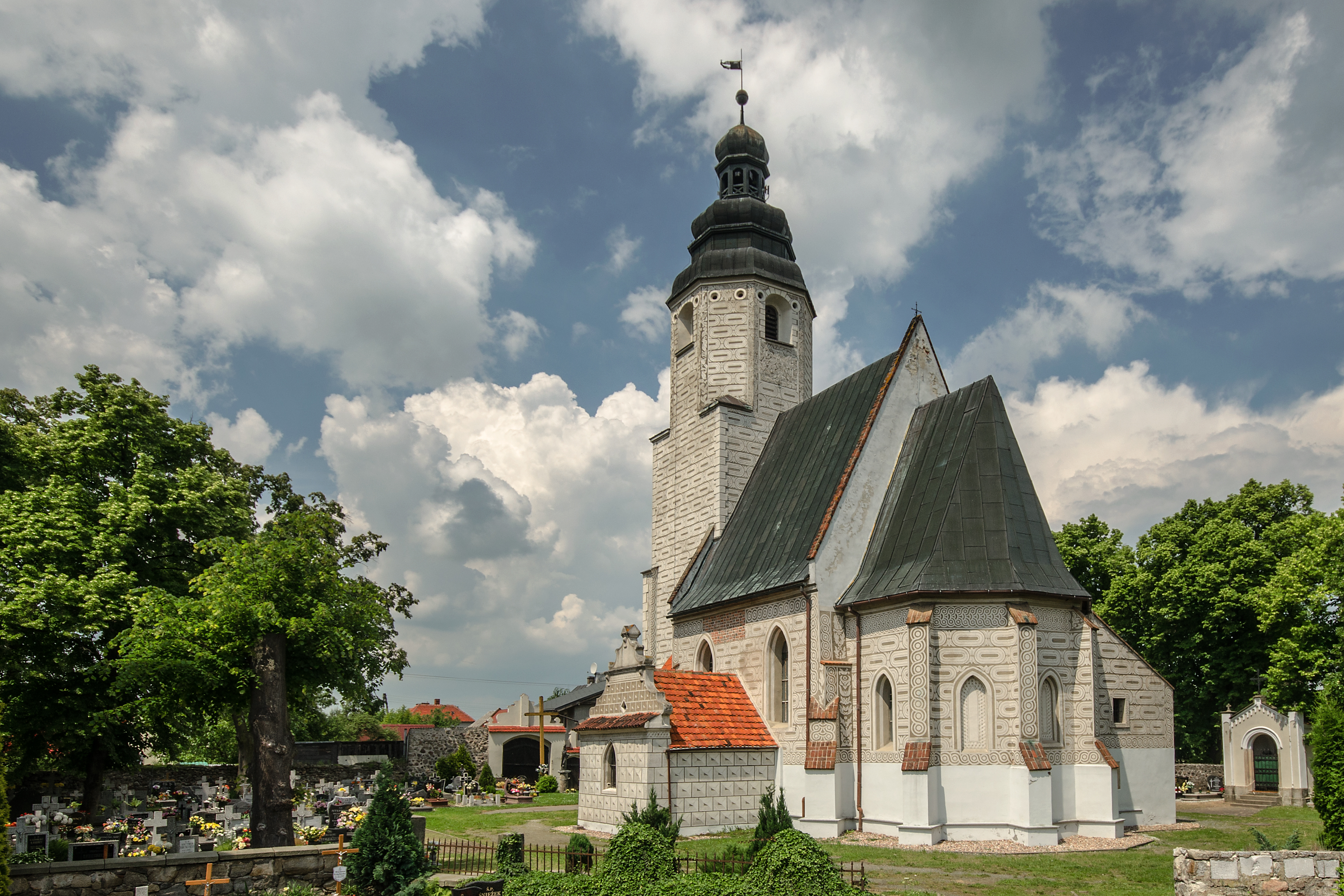
Mariä-Empfängnis-Kirche

Gałów (deutsch: Groß Gohlau, früher Gohlau) ist ein Ort in der Stadt- und Landgemeinde Miękinia im Powiat Średzki der Woiwodschaft Niederschlesien in Polen. Ortsteil ist der Weiler Gałówek.
Nachbarorte von Gałów Zakrzyce (Sagschütz) im Westen und  Samotwór (Romberg) im Osten.

## Geschichte

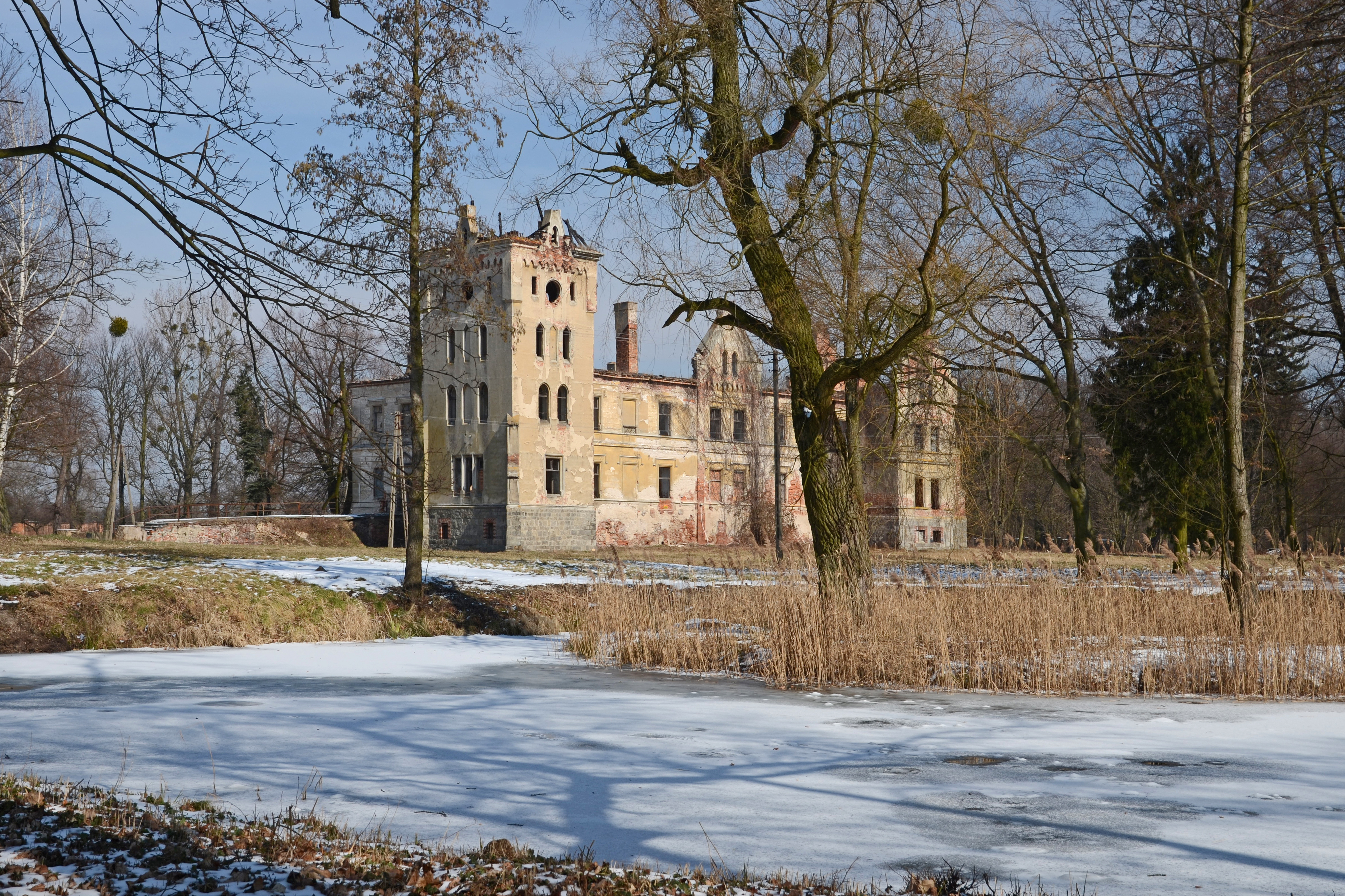
Schlossruine

Die Ersterwähnung erfolgte 1257, als Herzogin Anna dem neu gegründeten Stift St. Clara zu Breslau die Burchards-Mühle in „Galow“ schenkte. 1318 belehnte Herzog Heinrich VI. die Herren von Seydlitz mit „Golou“. Das Vorwerk Kolline erscheint urkundlich 1337 als „Kolin“. Es war damals ein wüstes Gut. Die Kirche von Gohlau wurde 1353 mit zwei Pfarrhuben erwähnt. 1478 starb der Breslauer Bürger Johann Rindfleisch, Erbherr auf Gohlau, Strachwitz und Arnoldsmühle. Um 1557 besaß es der Hofrichter von Schweidnitz Melchior von Seydlitz und um 1559 Hans von Seydlitz. 1561 erbaute Hans von Seydlitz, der Jüngere, Erbherr auf Gohlau und Kratzkau den ältesten Teil des heutigen Schlosses. Auf der großen Kirchenglocke stand die Inschrift: „O Kunig der Ehren ! mit Freuden ! mich hat erzeuget Hans Seydlitz 1571“. 1591 wurde in der Kirche begraben Christoph von Seydlitz und Schmellwitz auf Gohlau. 1763 gründete der damalige Grundherr Baron von Seydlitz in Gohlau eine evangelische Schule. Sigismund Heinrich Julius Wilhelm Gustav von Seydlitz verkaufte den Besitz am 20. März 1840 an den Generalmajor Karl Heinrich Ferdinand von Roeder, Ritter des Roten Adlerordens.
1845 zählte das Dorf 73 Häuser, ein herrschaftliches Vorwerk, 543 Einwohner (158 katholisch und der Rest evangelisch), evangelische Kirche zu Leuthen, eine evangelische Schule mit einem Lehrer, eingeschult Klein-Gohlau und Sagschütz, eine katholische Majoratskirche verbunden mit der Pfarrkirche von Leuthen mit einem Pfarrwidum unter dem Patronat der Grundherrschaft, eingepfarrt Groß- und Klein-Gohlau, Kolline und Sagschütz, eine Wassermühle mit drei Einwohnern, ein Wirtshaus, neun Handwerker, drei Händler. Zur Gemeinde gehörte die Kolonie Klein-Gohlau und das Vorwerk Kolline. Gohlau gehörte bis 1945 zum Landkreis Neumarkt.
Als Folge des Zweiten Weltkriegs fiel Gohlau 1945 mit fast ganz Schlesien an Polen. Nachfolgend wurde es in Gałów umbenannt. Die einheimische deutsche Bevölkerung wurde – soweit sie nicht vorher geflohen war – vertrieben. Die neu angesiedelten Bewohner waren teilweise Zwangsumgesiedelte aus Ostpolen, das an die Sowjetunion gefallen war. 1975–1998 gehörte Gałów zur Woiwodschaft Breslau.

## Sehenswürdigkeiten
- Mariä-Empfängnis-Kirche
- Schloss Groß Gohlau

Siehe auch: Gola Świdnicka